# Marie de Ponthieu

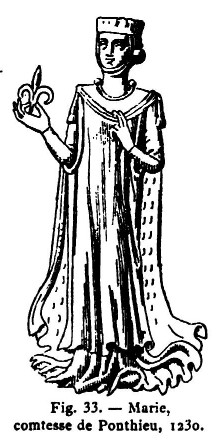
Marie, Gräfin von Ponthieu

 Marie de Ponthieu (* vor 17. April 1199; † 21. September 1250 in Abbeville) ist unter dem Namen „Ponthieu“, der gleichnamigen Grafschaft im Besitz ihrer Familie bekannt, während ihr eigentlicher Familienname de Montgommery lautete. Als Letzte ihrer Linie und einziges Kind ihres Vaters war sie als dessen Erbin von 1221 bis 1250 in eigenem Recht Gräfin von Ponthieu und Gräfin von Montreuil-sur-Mer. Durch ihre Mutter Alix von Frankreich, Gräfin von Vexin (* 1160, † 1221) war Marie eine Enkelin von Ludwig VII. König von Frankreich. Maries Leben – über das nur wenige Daten bekannt sind – wurde durch ihre Familienbeziehungen, durch die Spannungen zwischen Frankreich und England, durch die Kreuzzüge als „Familienangelegenheit“ und nicht zuletzt durch die schwankende Königstreue ihres ersten Ehemannes Simon von Dammartin geprägt. Sie ist zugleich eine europäische Stammmutter, da sie u. a. zu den Vorfahren der späteren Könige von England aus dem Haus Plantagenet zählt.

## Herkunft

Montgommery

Marie de Ponthieu stammte aus dem normannischen Haus Montgommery, das sich nach ihrem Besitz Montgommery (Heute Saint-Germain-de-Montgommery) im Département Calvados in der Normandie nannte. Bedeutend war Roger II. de Montgommery († 27. Juli 1094), der Wilhelm I. den Eroberer 1066 bei dessen Militärexpedition nach England begleitete und daraufhin 1074 zum Earl of Shrewsbury und zum Earl of Arundel (in Sussex) erhoben wurde. Durch seine Ehe mit Mabile de Bellême wurde Roger II. zusätzlich Graf von Alençon und von Ponthieu, sowie Herr von Bellême. Durch den weitgestreuten Besitz bestand eine dreifache Lehensabhängigkeit: vom Herzog der Normandie- damals der König von England- vom Grafen von Maine und vom König von Frankreich, weshalb die Spannungen zwischen diesen Lehensherren die Loyalität der Grafen von Ponthieu regelmäßig auf die Probe stellten.

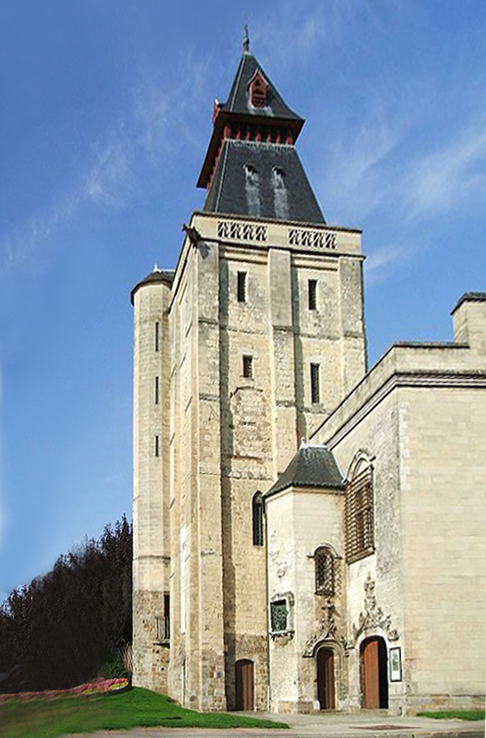
Der Turm, der 1126 in Abbeville zur Erinnerung an den Tod von Maries Großvater Graf Johann I. von Ponthieu am Kreuzzug errichtet wurde.

Maries Großvater war Johann I. von Montgommery Graf von Ponthieu und Montreuil, der am Dritten Kreuzzug teilnahm und 1191 bei der Belagerung von Akkon fiel. Er war in dritter Ehe mit Beatrix von Saint-Pol, einer Tochter von Anselm „Candavene“ Graf von Saint-Pol verheiratet.

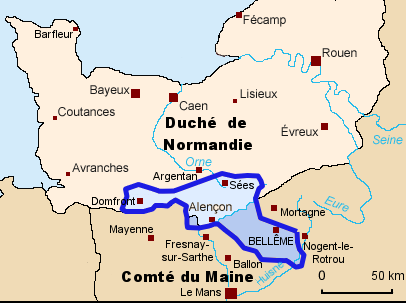
Karte der Besitzungen der Grafen von Ponthieu

Ihr Vater war Wilhelm V. von Ponthieu, genannt Talvas (* nach 1178, † 6. Oktober 1221), der von 1191 bis 1221 Graf von Ponthieu und Montreuil war und laut Ehevertrag vom 20. August 1195 in Yvelines Alix von Frankreich, Gräfin von Vexin (* 1160, † 1221) heiratete. Diese war eine Tochter von Ludwig VII. König von Frankreich (1137–1180) und dessen zweiter Gemahlin Konstanze Infantin von Kastilien, die 1160 bei der Geburt ihrer Tochter Alix verstarb. Die Chronik des Alberic de Trois-Fontaines nennt Margarete und Alix als Kinder von König Ludwig VII. und seiner zweiten Gemahlin und hält fest, dass Alix den Grafen Wilhelm von Ponthieu heiratete. Nach anderen Darstellungen wurde Alix von Frankreich erst um 1170 als Tochter der dritte Ehefrau von König Ludwig VII., Alix von Blois-Champagne (* 1140, † 1206), geboren.

## Leben

### Jugend

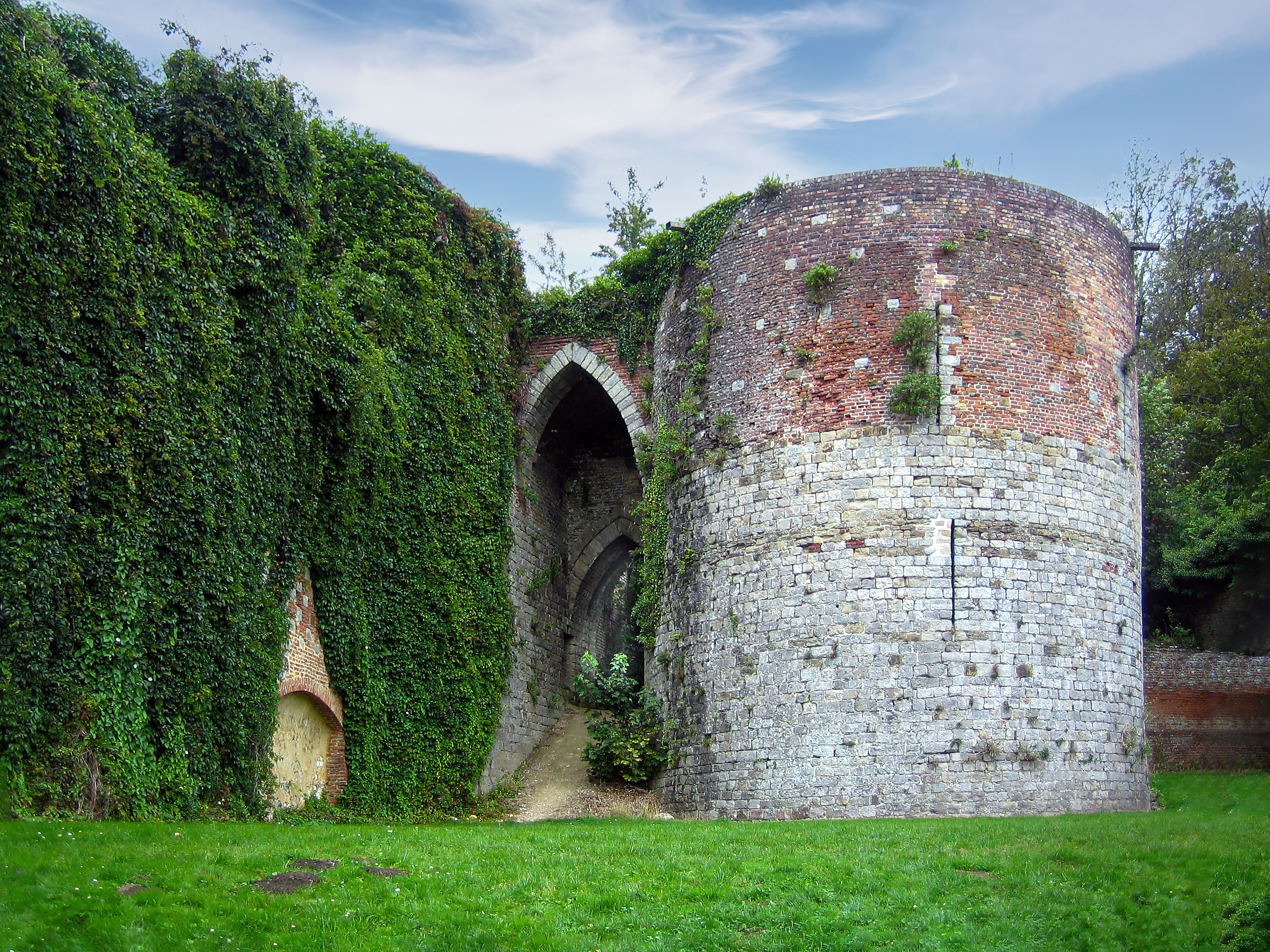
Türme in der Zitadelle die Maries Onkel, König Philipp II. August in Montreuil-sur-Mer errichten ließ.

Marie de Ponthieu wurde vor dem 17. April 1199 als Tochter ihres Vaters Wilhelm II. „Talvas“ geboren, der als Graf von Ponthieu und Montreuil zu den bedeutendsten Lehensträgern der französischen Krone zählte. Durch ihre Mutter, die Prinzessin Alix von Frankreich, zählte Marie de Ponthieu zur engsten Verwandtschaft der französischen Königsfamilie. Zur Enttäuschung ihrer Eltern blieb Marie das einzige überlebende Kind und wurde daher zur letzten Vertreterin ihrer Familie und zur Erbin der ausgedehnten Besitzungen ihrer Eltern.
Marie tritt mehrfach in Urkunden auf, die von ihrem Vater ausgestellt wurden, in denen jeweils ihre Zustimmung zu verschiedenen Rechtsgeschäften festgehalten wird. So etwa 1205 bei einer Schenkung an die Kirche von Saint Giosse, oder in den Jahren 1207 und 1208 in der einem Vasallen ihres Vaters Rechte übertragen wurden. Im September desselben Jahres bestätigt ihr (künftiger) Schwager Rainald I. von Dammartin in einer Urkunde den Ehevertrag zwischen Marie und seinem Bruder Simon von Dammartin. Während diese urkundlichen Erwähnungen keinerlei Auskunft über die Maries Lebensumstände geben, lassen sich diese aus den familiären Zusammenhängen und aus der Zeitgeschichte erschließen.

### Französische Heiratspolitik

#### Heiratspläne für Maries Mutter
Für Marie de Ponthieu war in ihrer Jugend zweifellos das Schicksal ihrer Mutter Alix von Frankreich († 1221) prägend, die naturgemäß Teil der dynastischen Heiratspolitik ihres Vaters, König Ludwig VII. von Frankreich war. Es galt, das Haus Plantagenet, deren Repräsentanten Könige von England zugleich aber auch die bedeutendsten Lehensträger und damit Rivalen und Partner auch bezüglich des Kreuzzuges waren, an Frankreich zu binden. Maries Großvater hatte daher bereits 1161 seine Tochter Margarethe von Frankreich, die ältere Schwester von Maries Mutter Alix, mit dem englischen Thronfolger Heinrich dem Jungen Plantagenet (* 1155, † 1183) verheiratet, der bereits zu Lebzeiten seines Vaters 1170 als der „junge König“ gekrönt wurde und diesen Titel bis zu seinem Tod im Jahre 1183 trug, wodurch auch Maries Tante Margarete den Titel der jungen Königin von England trug.
Um die dynastische Bindung doppelt zu sichern, wurde Maries Mutter, Alix von Frankreich, 1169 im Frieden von Montmirail mit Heinrichs jüngerem Bruder, dem zwölfjährigen Richard Löwenherz, nunmehr Herzog von Aquitanien, verlobt. Jedoch gab es dreizehn Jahre später immer noch keine Ehe, wobei 1183 vertraglich die Grafschaft Vexin als Mitgift vorgesehen, jedoch offen gelassen wurde, welchen der Söhne von König Heinrich II. Alix heiraten würde. Sie reiste daher um 1185 erwartungsvoll ihrer Hochzeit in England entgegen, wo sich jedoch Richard weigerte, sie zu heiraten. Um eine drohende Krise der bilateralen Beziehungen zu vermeiden, wurde 1189 im Vertrag vom Colomiers diese Verlobung durch König Heinrich II. von England und König Philipp II. August von Frankreich neuerlich bestätigt.
Dies blieb jedoch ohne Wirkung, da König Heinrich II. noch im selben Jahr verstarb und Richard I. Löwenherz, nunmehr als König von England, auf der Ablehnung der Ehe bestand, wobei er sich auf das kanonische Ehehindernis der „affinitas“ stützte, da sein eigener Vater König Heinrich II. seiner Braut Alix zu nahe getreten wäre. Im März 1191 kam es in Messina zur offiziellen Auflösung der Verlobung durch König Richard.
König Philipp August ließ sich dadurch nicht von seiner Strategie abbringen und bot Alix nunmehr dem jüngeren Bruder Richards, Johann Ohneland als Braut an, obwohl dieser bereits verheiratet war. Da auch dieser Versuch scheiterte, musste Marias Mutter Alix die vorgesehene Rolle als Königin von England gegen die einer zurückgewiesenen Braut mit nicht ganz makellosem Ruf tauschen. Zugleich blieb sie während des Dritten Kreuzzuges unter englischer Kontrolle und wurde im Turm von Rouen festgehalten. Erst nachdem König Richard 1195 nach dem Kreuzzug, der Gefangennahme bei Wien und der Haft in der Burg Trifels nach England zurückgekehrt war, konnte Alix nach Frankreich heimkehren, wo sie umgehend von ihrem Halbbruder König Philipp II. August am 20. August 1195 mit Marias Vater, dem Grafen Wilhelm IV. von Ponthieu, verheiratet wurde. Ihre ursprüngliche Mitgift – die Grafschaft Eu und die Stadt Arques in der Normandie, hatte König Richard inzwischen unter seine Kontrolle gebracht.

#### Heiratspolitik mit Marie de Ponthieu

Wappen von Ponthieu

Marie war als Nichte des Königs und künftige Erbin der Grafschaften Ponthieu und Montreuil naturgemäß Gegenstand der königlichen Heiratspolitik. Hier ging es nicht um eine außenpolitische Allianz auf höchster Ebene, sondern darum, eine in ihrer Loyalität schwankende mächtige Adelsfamilie dauerhaft an die Krone Frankreichs zu binden. Marie wurde daher von ihrem Onkel König Philipp II. August von Frankreich im September 1208 mit Simon von Dammartin Graf von Aumale, (* 1180, † 21. September 1239) verheiratet. Diese Verbindung erschien dringend geboten, da Simon mit seinem Vater Aubry II. von Dammartin und seinem älteren Bruder Rainald I. von Dammartin einige Jahre zuvor von Frankreich abgefallen war, um sich dem englischen König Richard Löwenherz anzuschließen, was zur Einziehung ihrer französischen Lehen führte. Erst nach dem Tod von König Richard im Jahre 1199 im Streit mit dessen Nachfolger König Johann Ohneland und dem Tod ihres Vaters Aubry iII. im Jahre 1200 wechselten die Brüder von Dammartin wieder die Seite und kehrten nach Frankreich zurück, um sich König Philipp August reumütig zu unterwerfen. In Frankreich zeichneten sich die Brüder nunmehr im Kampf gegen England aus, wodurch Rainald I. von Dammartin – Maries späterer Schwager – 1204 die Grafschaft Aumale zurückerhielt, die er jedoch 1206 mit seinem Bruder Simon gegen die Grafschaft Mortain vertauschte.

### Simon von Dammartin

#### Abfall von Frankreich
Die Erwartung von König Philipp II. August und wohl auch von Marie de Ponthieu, dass diese Großzügigkeit und die Ehe mit einer Nichte des Königs die Loyalität des Hauses Dammartin für die französische Krone sichern würde, erfüllte sich jedoch nicht. Ein wesentlicher Grund dafür war der Versuch von König Philipp August, die Macht des Adels einzuschränken, was Maries Ehemann, Simon von Dammartin und seinen älteren Bruder Rainald I. dazu veranlasste, 1211 neuerlich die Seiten zu wechseln, und sich dem Feind: König Johann Ohneland von England anzuschließen.
Für Marie war der Verrat ihres Ehemannes nicht nur persönlich ein Rückschlag, sondern auch deswegen, da ihr Vater Wilhelm IV. Graf von Ponthieu dem König treu ergeben war, wodurch Marie zwischen den beiden Konfliktparteien stand.
Die Spannungen mit England führten schließlich zur Schlacht bei Bouvines, wo am 27. Juli 1214 ihr Vater an der Seite von König Philipp August gegen ein kombiniertes Heer aus Engländern und Deutschen unter der Führung von Kaiser Otto IV. kämpfte, in dem Maries Ehemann Simon von Dammartin und ihr Schwager Rainald I. von Dammartin Kommandofunktionen ausübten. Dieser neuerliche Abfall des Hauses Dammartin von Frankreich erwies sich jedoch als Fehler, da Philipp August die Schlacht gewann, Maries Schwager Rainald von Dammartin gefangen nahm und diesen im Gefängnis sterben ließ. Maries Ehemann Simon von Dammartin konnte fliehen, musste jedoch nach England ins Exil gehen. König Philipp II. konfisziert die Besitzungen der beiden Rebellen und übertrug sie an seinen jüngsten Sohn Philipp Hurepel († 1234), den er – zur Absicherung des Besitzes – 1216 mit der Erbtochter Rainalds, Mathilde von Dammartin Gräfin von Boulogne und Dammartin († 1259), verheiratete.
Marie verlor damit ihren Schwager, blieb ohne Ehemann in Frankreich zurück und wurde wohl selbst verdächtigt, auf der Seite der Abtrünnigen zu stehen.

#### Kampf um die Grafschaft Ponthieu
Als Maries Vater Wilhelm von Ponthieu 1221 verstarb, schien die Erbfolge in den Besitzungen ihres Vaters – insbesondere den Grafschaften Ponthieu und Montreuil – gesichert, da Marie die Alleinerbin war. König Philipp August hatte jedoch die Treulosigkeit der Familie Dammartin nicht vergessen und dehnte daher die Enteignung nunmehr auch auf seine Nichte Marie aus, indem er ihr Erbe konfiszierte.
Das Ableben von König Philipp August im Jahre 1223 war für den exilierten Ehemann von Marie das Signal, um zu versuchen, sich nunmehr mit Gewalt in den Besitz der Grafschaft Ponthieu zu setzen. Er landete mit einer Flotte aus England und besetzte Abbeville, die Hauptstadt der Grafschaft. Sein Vorhaben scheiterte jedoch, da die Stadt der vom neuen König Ludwig VIII. „dem Löwen“ – einem Neffen von Marie – entsandten Armee die Tore öffnete, wodurch die geplante Eroberung der Grafschaft Ponthieu zusammenbrach und Simon sich neuerlich nur durch die Flucht in sein englisches Exil retten konnte. Für Marie bedeutete dies einen jahrelangen Verzicht sowohl auf ihren Ehemann wie auch auf die von ihrem Vater ererbte Grafschaft Ponthieu.

#### Marie Gräfin von Ponthieu
Marie de Ponthieu seit 1221 nominell Gräfin von Ponthieu, erlangte schließlich von ihrem Neffen König Ludwig VIII. doch die Rückgabe der Grafschaft Ponthieu, musste jedoch dafür wesentliche Zugeständnisse machen: So musste sie auf ihre Ansprüche auf die Grafschaft Alençon verzichten, musste dem König Doullens und Saint-Riquier abtreten, durfte die zerstörten Burgen in ihrem Herrschaftsbereich nicht mehr aufbauen und ihre Töchter nicht ohne Zustimmung des Königs verheiraten. Ihr Ehemann blieb hingegen weiter im Exil und in Ungnade.
Eine Annäherung an den König erfolgte erst 1230, als Simon von Dammartin sich schließlich neuerlich König Philipp August unterwarf und den Bedingungen zustimmte, die die Grundlage des seinerzeitigen Übereinkommens zwischen seiner Frau Maria von Ponthieu und König waren. Damit kam es für Maria nach langen Jahren zu einer Normalisierung ihres Lebens, regierte ihre durch die territorialen Verluste verringerten Territorien und insbesondere die Grafschaft Ponthieu gemeinsam mit ihrem Gemahl. Diesem wurde schließlich die Grafschaft Aumale, die er von 1206 bis 1214 besessen hatte, 1234 wieder verliehen, womit die vollständige Aussöhnung mit dem König von Frankreich besiegelt war.
Ein wesentlicher Einschnitt im Leben Marias war der Tod ihres Ehemannes Simon de Dammartin am 21. September 1239, der in der Abtei von Valloires begraben wurde.

### Marie von Ponthieu und die Kreuzzüge
Neben der Rivalität zwischen Frankreich und England, und der schwankenden Loyalität ihres Ehemannes, die tief in ihr Leben eingriffen, war Marie wie die meisten ihrer Zeitgenossen von der dominierenden Idee ihres Zeitalters – der Bewegung der Kreuzzüge- geprägt, und dies in besonderem Maß, da ihre nächsten Verwandten und Schwäger als Anführer der Kreuzzüge und Herrscher der Kreuzfahrerstaaten vielfach eine dominierende Rolle spielten.

#### Kreuzzüge als Teil der Familiengeschichte
Legenden und Fakten über die heroischen Siege und Niederlagen westlicher Kreuzfahrer zählten wohl seit den Kindertagen von Marie zu den verbreiteten literarischen und familiären Überlieferungen.
Maries mütterlicher Großvater König Ludwig VII. von Frankreich, begleitet von Maries Stiefgroßmutter Eleonore von Aquitanien – der „Königin der Troubadure“ – unternahm in den Jahren 1147 bis 1149, gemeinsam mit dem Römisch-deutschen König Konrad III. von Hohenstaufen, den Zweiten Kreuzzug. Dabei scheiterte nicht nur die Eroberung von Damaskus, sondern auch die Ehe von König Ludwig VII. mit Eleonore von Aquitanien. Ein Umstand, dem Maria ihr Leben verdankt, denn nur so kam es zur zweiten Ehe Ludwigs mit Marias Großmutter Konstanze von Kastilien.
Maries Onkel Philipp August König von Frankreich brach 1190, nach der 1187 erfolgten Eroberung von Jerusalem durch Sultan Saladin gemeinsam mit Richard Löwenherz König von England zum Dritten Kreuzzug auf, durch den zwar nicht Jerusalem aber am 12. Juli 1191 die stark befestigte Stadt Akkon erobert werden konnte Für Maria ein Trauertag, da ihr eigener Großvater Jean I. de Montgommery Graf von Ponthieu, bei der Belagerung von Akkon fiel.
Mit dem Königreich Jerusalem stand Marie durch ihren Cousin Heinrich II. Graf von Champagne (1181–1197), dem Sohn ihrer Tante Marie von Frankreich († 1198) in Beziehung, der gleichfalls an diesem Kreuzzug teilnahm, durch seine Ehe mit Isabella I. von Anjou, zum König von Jerusalem aufstieg und dort von 1192 bis 1197 regierte. Dies, da Isabella eine Tochter von Amalrich I. von Anjou, König von Jerusalem (1162–1174) und Enkelin von Fulko von Anjou, König von Jerusalem (1131–1143) war. Die Mutter Isabellas war Maria Komnena, eine Großnichte des byzantinischen Kaisers Manuel I., wodurch Marie de Ponthieu auch mit dem byzantinischen Kaiserhaus verschwägert war.
Auch zu den Herrschern des Byzantinischen Reiches hatte Marie verwandtschaftliche Beziehungen, denn ihre Tante Agnes von Frankreich (* 1171, † nach 1240) war von 1180 bis 1185 Kaiserin von Byzanz, da sie in erster Ehe 1180 mit Alexios II. Komnenos Kaiser von Byzanz 1180–1183 und in zweiter 1183 mit Andronikos I. Komnenos, dem Mörder und Nachfolger ihres Mannes, verheiratet war, der von 1183 bis 1185 regierte. Sie heiratete 1204 in dritter Ehe den byzantinischen General Theodor Branas.
Maries Tante Margarethe von Frankreich, seit 1188 von Heinrich „dem jungen“ König von England verwitwet, heiratete 1186 Béla III. von Ungarn König von Ungarn (1172–1196). Béla lebte in seiner Jugend in Konstantinopel, wo er mit Maria Komnena (* 1152, † 1183), der Tochter des Kaisers Manuel I. von Byzanz, verlobt wurde, den Namen Alexios annahm und 1165 offiziell zum byzantinischen Thronfolger ernannt wurde. Da Kaiser Manuel I. später einen Sohn hatte, wurde Béla 1169 dieser Titel wieder aberkannt und seine Verlobung aufgelöst.

#### Kreuzzüge im Osten
Die Kreuzzüge waren jedoch für Marie nicht nur familiäre heroische Legenden der Vergangenheit, sondern gelebte Aktualität.
In ihrer Kindheit kam es 1204 zum Vierten Kreuzzug, mit dem Marie durch ihre Cousine (Enkelin von König Ludwig VII.) Marie von Champagne (* 1174, † 1206) verbunden war. Diese war mit Balduin I. Graf von Hennegau und Flandern verheiratet, der an diesem Kreuzzug teilnahm, zum ersten Kaiser des Lateinischen Kaiserreiches von Konstantinopel gewählt wurde und von 1204 bis 1206 regierte. Auf ihn folgte dessen Bruder Heinrich von 1206 bis 1216 als zweiter lateinischer Kaiser.
Auch zum Königreich Jerusalem hatte Marie direkte familiäre Beziehungen, da ihre Nichte, Alice von Champagne, eine Tochter von Graf Heinrich II. von Champagne, 1208 Hugo I. von Lusignan, heiratete, der von 1205 bis 1218 als König von Zypern regierte und der einzige Sohn von Amalrich II. von Lusignan König von Zypern und von 1197 bis 1205 König von Jerusalem war.
Der einzige Sohn von Alice, Heinrich I. „der Dicke“ von Lusignan, war von 1218 bis 1254 König von Zypern und ab 1246 Regent des Königreiches Jerusalem.

#### Kreuzzüge im Westen
Über ihre Verwandtschaft war Marie auch in die Kreuzzüge im Westen Europas eingebunden. So nahm ihr Vater, Wilhelm IV. Talvas Graf von Ponthieu 1209/10 am Albigenserkreuzzug teil. Maries Neffe Ludwig VIII. König von Frankreich (1223–1226) unternahm 1226 einen Kreuzzug gegen die Albigenser. Er war verheiratet mit Blanka von Kastilien († 1252), einer Tochter von Alfons VIII. König von Kastilien, der 1212 einen Kreuzzug gegen die Almohaden unternahm und diese in der Schlacht bei Las Navas de Tolosa besiegte.

### Ehefrau von Mathieu de Montmorency

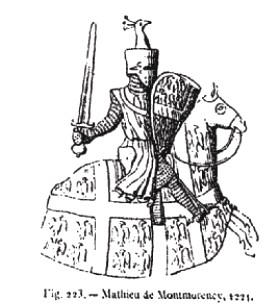
Matej 1224

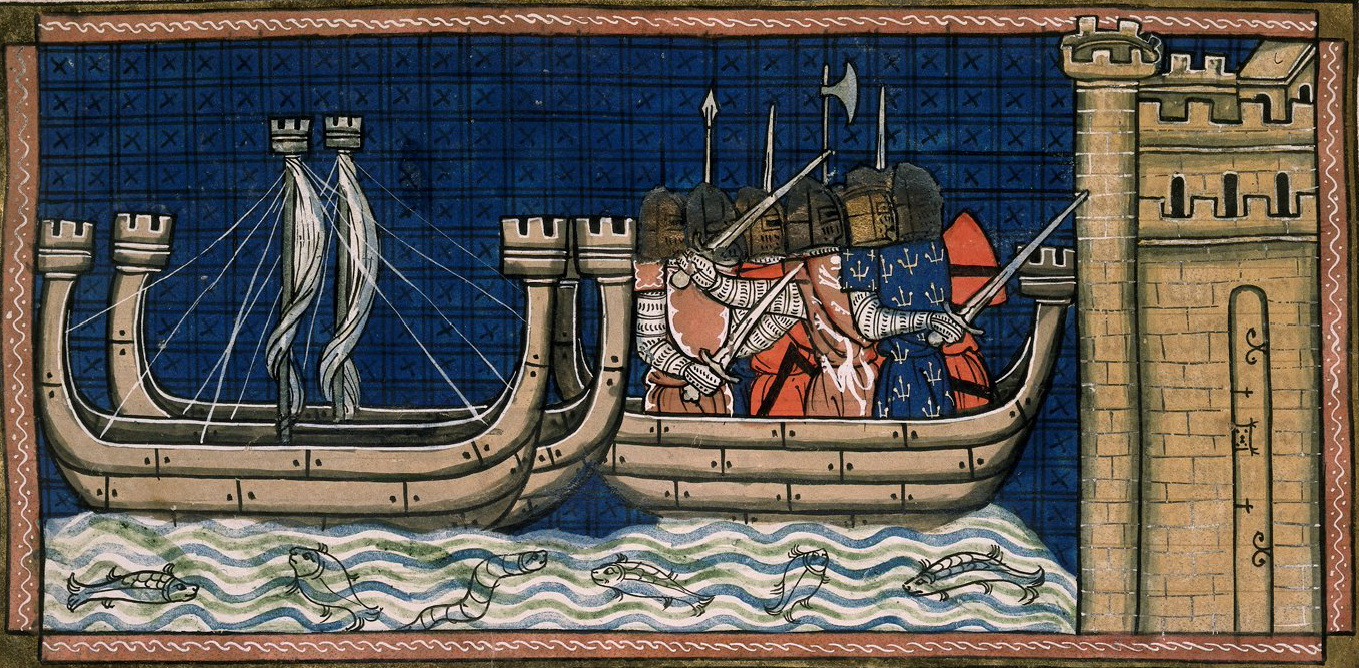
Damiette 1249 02

Die Kreuzzüge sollten jedoch noch tiefer in das Leben von Marie de Ponthieu eingreifen. Sie war in zweiter Ehe seit 1241 Mathieu de Montmorency, Seigneur d’Attichy verheiratet, der durch diese Verbindung zum Grafen von Ponthieu und Montreuil wurde.
Wenige Jahre später wurde Marie von Ponthieu in die Vorbereitung des Sechsten Kreuzzuges eingebunden, den ihr Großneffe Ludwig IX. „der Heilige“ König von Frankreich von 1226 bis 1270, in den Jahren 1249/1250 unternahm, da ihr Ehemann Mathieu de Montmorency entschlossen war, daran teilzunehmen. Es war dies ein auch finanziell sehr aufwändiges Unternehmen, da der Graf mit einer Truppe von Rittern sowie dem erforderlichen Personal und Dienerschaft für eine mehrmonatige Expedition ausgerüstet werden musste, weshalb Marie als Inhaberin der Grafschaft zweifellos in die Vorbereitungen einbezogen war. Anlass des Kreuzzuges war die Einnahme von Jerusalem durch türkische Söldner des Ayyubidischen Sultans As-Salih Ayyub von Ägypten († 1249) im Jahre 1244, weshalb König Ludwig IX. Ägypten als Ziel bestimmte.
Die Kerntruppe um den König, zu der auch Maries Ehemann Mathieu de Montmorency zählte, brach am 12. August 1248 von Paris auf, schiffte sich am 25. August in Aigues-Mortes ein, überwinterte in Zypern und langte am 4. Juni 1249 im Nildelta vor der Stadt Damiette an. Nach der unerwartet raschen Einnahme der Stadt am 6. Juni 1249 kam es ab Februar 1250 zur Belagerung der Stadt al-Mansura.
Für Marie de Ponthieu schicksalhaft war die Tollkühnheit ihres Großneffen, Robert I. Graf von Artois, der die Vorhut kommandierte und entgegen bestehenden Anweisungen am 8. Februar 1250 mit seinen Truppen – unter denen sich auch Maries Ehemann Mathieu de Montmorency befand – einen Überraschungsangriff auf die Stadt unternahm. Diese Truppen gerieten jedoch in einen Hinterhalt, wobei ein Großteil der Angreifer – darunter Maries Großneffe Graf Robert I. von Artois, der Großmeister des Templerordens, Guillaume de Sonnac und ihr Ehemann Mathieu de Montmorency getötet wurden. Wenig später geriet Maries anderer Großneffe, König Ludwig IX., im April 1250 mit dem Rest des Heeres in Gefangenschaft der ägyptischen Truppen. Ludwig wurde gegen hohes Lösegeld freigelassen, blieb jedoch in Palästina.

## Nachfolge
Da Marie de Ponthieu die letzte ihrer Linie war und keine Söhne hatte, gingen die Ansprüche auf die Besitzungen ihrer Familie auf ihre älteste Tochter Johanna von Dammartin (* um 1220, † 1279) über, die 1239 bis 1279 auf ihren Vater als Gräfin von Aumale und 1250 auf ihre Mutter als Gräfin von Ponthieu folgte. Durch ihre Ehe war sie darüber hinaus von 1237 bis 1252 Königin von Kastilien und León.
Nach Johannas Tod fiel die Grafschaft Ponthieu an deren älteste Tochter, Eleonore von Kastilien (* 1241, † 1290), die als Gemahlin von Edward I. von 1272 bis 1290 Königin von England war. Die Grafschaft Ponthieu ging dann von ihr auf ihren Sohn König Edward II. und ihren Enkel König Eduard III. von England über.

## Familie

### Vorfahren
|  |                                                                                           |  |  |  |  |  |  |  |  |  |  |  |  |  |  |  |
|  | 16. Wilhelm III. von Montgommery, Graf von Ponthieu, † 1172                               |  |  |  |  |  |  |  |  |  |  |  |  |  |  |  |
|  |                                                                                           |  |  |  |  |  |  |  |  |  |  |  |  |  |  |  |
|  |                                                                                           |  |  |  |  |  |  |  |  |  |  |  |  |  |  |  |
|  | 8. Guido II. Graf von Ponthieu, † 1147                                                    |  |  |  |  |  |  |  |  |  |  |  |  |  |  |  |
|  |                                                                                           |  |  |  |  |  |  |  |  |  |  |  |  |  |  |  |
|  |                                                                                           |  |  |  |  |  |  |  |  |  |  |  |  |  |  |  |
|  | 17. Helena von Burgund, † 1142                                                            |  |  |  |  |  |  |  |  |  |  |  |  |  |  |  |
|  |                                                                                           |  |  |  |  |  |  |  |  |  |  |  |  |  |  |  |
|  |                                                                                           |  |  |  |  |  |  |  |  |  |  |  |  |  |  |  |
|  | 4. Johann I. Graf von Ponthieu, † Akkon 1191                                              |  |  |  |  |  |  |  |  |  |  |  |  |  |  |  |
|  |                                                                                           |  |  |  |  |  |  |  |  |  |  |  |  |  |  |  |
|  |                                                                                           |  |  |  |  |  |  |  |  |  |  |  |  |  |  |  |
|  | 9. Ida Ne                                                                                 |  |  |  |  |  |  |  |  |  |  |  |  |  |  |  |
|  |                                                                                           |  |  |  |  |  |  |  |  |  |  |  |  |  |  |  |
|  |                                                                                           |  |  |  |  |  |  |  |  |  |  |  |  |  |  |  |
|  | 2. Wilhelm IV. Talvas Graf von Ponthieu, † 1221                                           |  |  |  |  |  |  |  |  |  |  |  |  |  |  |  |
|  |                                                                                           |  |  |  |  |  |  |  |  |  |  |  |  |  |  |  |
|  |                                                                                           |  |  |  |  |  |  |  |  |  |  |  |  |  |  |  |
|  | 20. Hugo III. Graf von Saint-Pol, † nach 1145                                             |  |  |  |  |  |  |  |  |  |  |  |  |  |  |  |
|  |                                                                                           |  |  |  |  |  |  |  |  |  |  |  |  |  |  |  |
|  |                                                                                           |  |  |  |  |  |  |  |  |  |  |  |  |  |  |  |
|  | 10. Anselme de Campdavaine, Graf von Saint-Pol, † 1175                                    |  |  |  |  |  |  |  |  |  |  |  |  |  |  |  |
|  |                                                                                           |  |  |  |  |  |  |  |  |  |  |  |  |  |  |  |
|  |                                                                                           |  |  |  |  |  |  |  |  |  |  |  |  |  |  |  |
|  | 21. Béatrix de Rollancourt                                                                |  |  |  |  |  |  |  |  |  |  |  |  |  |  |  |
|  |                                                                                           |  |  |  |  |  |  |  |  |  |  |  |  |  |  |  |
|  |                                                                                           |  |  |  |  |  |  |  |  |  |  |  |  |  |  |  |
|  | 5. Beatrix von Saint-Pol, & v. 1170                                                       |  |  |  |  |  |  |  |  |  |  |  |  |  |  |  |
|  |                                                                                           |  |  |  |  |  |  |  |  |  |  |  |  |  |  |  |
|  |                                                                                           |  |  |  |  |  |  |  |  |  |  |  |  |  |  |  |
|  | 22. Guillaume IV. de Gouet seigneur de Montmirail, † 1169                                 |  |  |  |  |  |  |  |  |  |  |  |  |  |  |  |
|  |                                                                                           |  |  |  |  |  |  |  |  |  |  |  |  |  |  |  |
|  |                                                                                           |  |  |  |  |  |  |  |  |  |  |  |  |  |  |  |
|  | 11. Eustachie de Gouet († 1164)                                                           |  |  |  |  |  |  |  |  |  |  |  |  |  |  |  |
|  |                                                                                           |  |  |  |  |  |  |  |  |  |  |  |  |  |  |  |
|  |                                                                                           |  |  |  |  |  |  |  |  |  |  |  |  |  |  |  |
|  | 23. Isabelle de Blois, † nach 1168                                                        |  |  |  |  |  |  |  |  |  |  |  |  |  |  |  |
|  |                                                                                           |  |  |  |  |  |  |  |  |  |  |  |  |  |  |  |
|  |                                                                                           |  |  |  |  |  |  |  |  |  |  |  |  |  |  |  |
|  | 1. Marie Gräfin von Ponthieu, † 1250                                                      |  |  |  |  |  |  |  |  |  |  |  |  |  |  |  |
|  |                                                                                           |  |  |  |  |  |  |  |  |  |  |  |  |  |  |  |
|  |                                                                                           |  |  |  |  |  |  |  |  |  |  |  |  |  |  |  |
|  | 24. Philipp I. König von Frankreich 1060–1108                                             |  |  |  |  |  |  |  |  |  |  |  |  |  |  |  |
|  |                                                                                           |  |  |  |  |  |  |  |  |  |  |  |  |  |  |  |
|  |                                                                                           |  |  |  |  |  |  |  |  |  |  |  |  |  |  |  |
|  | 12. Ludwig VI. König von Frankreich (1108–1137)                                           |  |  |  |  |  |  |  |  |  |  |  |  |  |  |  |
|  |                                                                                           |  |  |  |  |  |  |  |  |  |  |  |  |  |  |  |
|  |                                                                                           |  |  |  |  |  |  |  |  |  |  |  |  |  |  |  |
|  | 25. Bertha von Holland Königin von Frankreich (1072–1092), † 1093                         |  |  |  |  |  |  |  |  |  |  |  |  |  |  |  |
|  |                                                                                           |  |  |  |  |  |  |  |  |  |  |  |  |  |  |  |
|  |                                                                                           |  |  |  |  |  |  |  |  |  |  |  |  |  |  |  |
|  | 6. Ludwig VII. „der Junge“ König von Frankreich (1137–1180)                               |  |  |  |  |  |  |  |  |  |  |  |  |  |  |  |
|  |                                                                                           |  |  |  |  |  |  |  |  |  |  |  |  |  |  |  |
|  |                                                                                           |  |  |  |  |  |  |  |  |  |  |  |  |  |  |  |
|  | 26. Humbert II. Graf von Savoyen, † 1103                                                  |  |  |  |  |  |  |  |  |  |  |  |  |  |  |  |
|  |                                                                                           |  |  |  |  |  |  |  |  |  |  |  |  |  |  |  |
|  |                                                                                           |  |  |  |  |  |  |  |  |  |  |  |  |  |  |  |
|  | 13. Adelheid von Savoyen (Maurienne)Königin von Frankreich (1115–1137), † 1154 Montmartre |  |  |  |  |  |  |  |  |  |  |  |  |  |  |  |
|  |                                                                                           |  |  |  |  |  |  |  |  |  |  |  |  |  |  |  |
|  |                                                                                           |  |  |  |  |  |  |  |  |  |  |  |  |  |  |  |
|  | 27. Gisela Gräfin von Burgund; Gräfin von Savoyen, † nach 1133                            |  |  |  |  |  |  |  |  |  |  |  |  |  |  |  |
|  |                                                                                           |  |  |  |  |  |  |  |  |  |  |  |  |  |  |  |
|  |                                                                                           |  |  |  |  |  |  |  |  |  |  |  |  |  |  |  |
|  | 3. Alix von Frankreich, Gräfin von Vexin, † nach 1218                                     |  |  |  |  |  |  |  |  |  |  |  |  |  |  |  |
|  |                                                                                           |  |  |  |  |  |  |  |  |  |  |  |  |  |  |  |
|  |                                                                                           |  |  |  |  |  |  |  |  |  |  |  |  |  |  |  |
|  | 28. Raimund Graf von Burgund, † 1107                                                      |  |  |  |  |  |  |  |  |  |  |  |  |  |  |  |
|  |                                                                                           |  |  |  |  |  |  |  |  |  |  |  |  |  |  |  |
|  |                                                                                           |  |  |  |  |  |  |  |  |  |  |  |  |  |  |  |
|  | 14. Alfons VII. “der Kaiser”König von León und Kastilien (1126–1157)                      |  |  |  |  |  |  |  |  |  |  |  |  |  |  |  |
|  |                                                                                           |  |  |  |  |  |  |  |  |  |  |  |  |  |  |  |
|  |                                                                                           |  |  |  |  |  |  |  |  |  |  |  |  |  |  |  |
|  | 29. Urraca Königin von Galicien, León und Kastilien, † 1126                               |  |  |  |  |  |  |  |  |  |  |  |  |  |  |  |
|  |                                                                                           |  |  |  |  |  |  |  |  |  |  |  |  |  |  |  |
|  |                                                                                           |  |  |  |  |  |  |  |  |  |  |  |  |  |  |  |
|  | 7. Konstanze von Kastilien Königin von Frankreich (1154–1160)                             |  |  |  |  |  |  |  |  |  |  |  |  |  |  |  |
|  |                                                                                           |  |  |  |  |  |  |  |  |  |  |  |  |  |  |  |
|  |                                                                                           |  |  |  |  |  |  |  |  |  |  |  |  |  |  |  |
|  | 30. Raimund Berengar III. Graf von Barcelona, † 1131                                      |  |  |  |  |  |  |  |  |  |  |  |  |  |  |  |
|  |                                                                                           |  |  |  |  |  |  |  |  |  |  |  |  |  |  |  |
|  |                                                                                           |  |  |  |  |  |  |  |  |  |  |  |  |  |  |  |
|  | 15. Berenguela von Barcelona, Königin von Kastilien und León (1128–1149), † 1149          |  |  |  |  |  |  |  |  |  |  |  |  |  |  |  |
|  |                                                                                           |  |  |  |  |  |  |  |  |  |  |  |  |  |  |  |
|  |                                                                                           |  |  |  |  |  |  |  |  |  |  |  |  |  |  |  |
|  | 31. Dulcia Gräfin von Provence, † 1127                                                    |  |  |  |  |  |  |  |  |  |  |  |  |  |  |  |
|  |                                                                                           |  |  |  |  |  |  |  |  |  |  |  |  |  |  |  |
|  |                                                                                           |  |  |  |  |  |  |  |  |  |  |  |  |  |  |  |

### Ehen
Marie de Ponthieu heiratete laut Ehekontrakt im September 1208 in erster Ehe Simon von Dammartin Graf von Aumale, einen Sohn von Aubry II. Graf von Dammartin und dessen Gemahlin Mathilde von Clermont-en-Beauvaisis, der durch diese Ehe zum Grafen von Ponthieu und Montreuil wurde.
Marie heiratete in zweiter Ehe vor dem 15. Dezember 1241 Mathieu de Montmorency Seigneur d’Attichy, einen Sohn von Mathieu II. de Montmorency aus dessen erster Ehe mit Gertrude de Soissons. Durch diese Verbindung wurde ihr Ehemann zum Grafen von Ponthieu und Montreuil. Er fiel am 8. Februar 1250 am Sechsten Kreuzzug in der Schlacht bei Mansura.

### Nachkommen
Nachkommen nur aus erster Ehe:

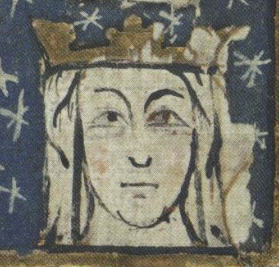
Eleonore von Kastilien

1. Johanna von Dammartin-Ponthieu (* um 1220 in Abbeville, † 16. März 1279, begraben im Kloster von Valoires), war durch ihre Ehe von 1237 bis 1252 Königin von Kastilien und Leon und folgte 1239 auf ihren Vater als Gräfin von Aumâle und 1251 auf ihre Mutter als Gräfin von Ponthieu. ⚭ I. in Burgos vor August 1237 Ferdinand III. „den Heiligen“ König von Kastilien und Leon (1217–1252) (* Monte de Valparaíso 30. Juli / 5. August 1201, † Sevilla 30. Mai 1252) ⚭ II. 1254 Jean de Nesle seigneur de Falvy et de La Hérelle († 2. Februar 1292) Sie hatte drei überlebende Kinder aus erster und zwei aus zweiter Ehe:
  1. Ferdinand Infant von Kastilien und Leon (1238, † vor 1264). Er erscheint 1250 urkundlich als Ferdinand de Ponthieu, Graf von Aumâle, Baron de Montgommery et de Noyelles-sur-Mer. ⚭ nach 1256 Laure de Montfort, Dame d’Epernon († um 1270), eine Tochter von Amaury VII. de Montfort († 1241), Earl of Leicester, Kreuzfahrer, 1218–1224 Herzog von Narbonne, Graf von Toulouse etc. (Stammvater der späteren Grafen von Ponthieu)
  2. Eleonore Infantin von Kastilien und Leon (* 1241, † 28. November 1290) durch ihre Ehe Königin von England (1254–1290), begleitet ihren Ehemann 1270 auf dem Kreuzzug. ⚭ in Burgos 18. Oktober 1254 Edward Plantagenet Earl of Chester, ab 1272 Eduard I. „Longshanks“ König von England (1239–1307) (Stammvater der folgenden Könige von England aus dem Hause Plantagenet.)
  3. Luis Infant von Kastilien und Leon (* vor 1243, † vor 20. April 1279) seit 1253 Señor (Herr) de Marchena und Zuheros, ⚭ Juana Gómez de Manzanedo Señora (Herrin) de Gatón
  4. JEAN II de Nesle († Dezember 1300), Sire (Herr) de Falvy et de la Hérelle, ⚭ als deren zweiter Gemahl, Marie van Oudenaarde, († nach 1276). Tochter von Jan Herr van Oudenaarde und dessen erster Ehefrau Adela de Soissons
  5. Jeanne de Nesle († 10. Oktober 1280) ⚭ Guillaume III de Béthune, Seigneur de Locres et de Herbuterne, Sohn von Guillaume II de Béthune Seigneur de Locres et de Herbuterne und dessen Ehefrau Beatrix de Herbuterne.
2. Mathilde von Dammartin-Ponthieu (* vor 1220, † nach Januar 1257) ⚭ nach August 1237 Jean vicomte (Vizegraf) de Châtellerault (1240–1290) Sohn von Aimery II. Vicomte de Châtellerault († 1224) und seiner Frau Agatha Ne
  1. Jeanne de Châtellerault Dame de Lillebonne (* 1243/47, † 16. Mai 1315) ⚭ I. 1259 Geoffroy de Lusignan Seigneur de Jarnac et de Château-Larcher († 1272/1274), ⚭ II. um 1276 Jean II. d’Harcourt „le Preux“ Seigneur d’Harcourt, Baron von Elbeuf Marschall von Frankreich, Admiral von Frankreich, durch die Ehe Vizegraf von Châtellerault (* 1245, † 21. Dezember 1302) 1270 Teilnehmer am Siebenten Kreuzzug.
3. Philippa von Dammartin-Ponthieu († 14. April 1278/81) ⚭ I. Raoul de Lusignan Graf von Eu, († 1./2. September 1246). ⚭ II. nach November 1246 Raoul II. de Coucy Seigneur de Coucy, Kreuzfahrer, († fällt in der Schlacht bei Faraskur am 6. April 1250). ⚭ III. 1252/54 als dessen zweite Frau, Otto II. Graf von Geldern, (1229–1271), Kinder nur aus der dritten Ehe:
  1. Rainald I. Graf von Geldern (1271–1320) Herzog von Limburg (1280–1288) († Montfort 9. Oktober 1326). ⚭ I. 1276 Irmgard von Limburg, Erbtochter von Walram V. Herzog von Limburg. ⚭ II. 1286 Margarete von Flandern (* 1272, † 1331) Tochter von Guido I. Graf von Flandern.
  2. Philippa von Geldern († vor 24. Juni 1300) ⚭ vor 30. Mai 1275 Walram II. Heer van Valkenburg, Seigneur de Montjoie. (* um 1253, † 5. September 1302).
  3. Margarete von Geldern († 1282/87), ⚭ vor 1279 als dessen erste Frau, Dietrich VI./VIII. Graf von Kleve (1275–1305),
  4. Maria von Geldern, 1281 Frau von Trankeel († vor 8. September 1306).
4. Marie von Dammartin-Ponthieu († nach 1279). ⚭ vor 15. Dezember 1241 als dessen zweite/dritte Frau Jean II. de Pierrepont Graf von Roucy, (1221–1251), Sohn von Robert de Pierrepont Herr von Pierrepont und dessen Frau Eustachie Gräfin von Roucy, Erbin der Grafschaft Roucy († 1221).
  1. Jean III. de Pierrepont Graf von Roucy (1251–1271) ⚭ vor 1260 Isabelle de Mercœur († nach 1269) Tochter von Beraud VI.(VIII.) Seigneur de Nercoeur und dessen Frau Beatrix de Bourbon-Dampierre († 1274).
  2. Ne (Tochter) de Pierrepont ⚭ Jean I. de Garlande, Seigneur de Possesse, Sohn von Anseau de Garlande.